# Ligneur (bateau)
Ne doit pas être confondu avec Ligneur.

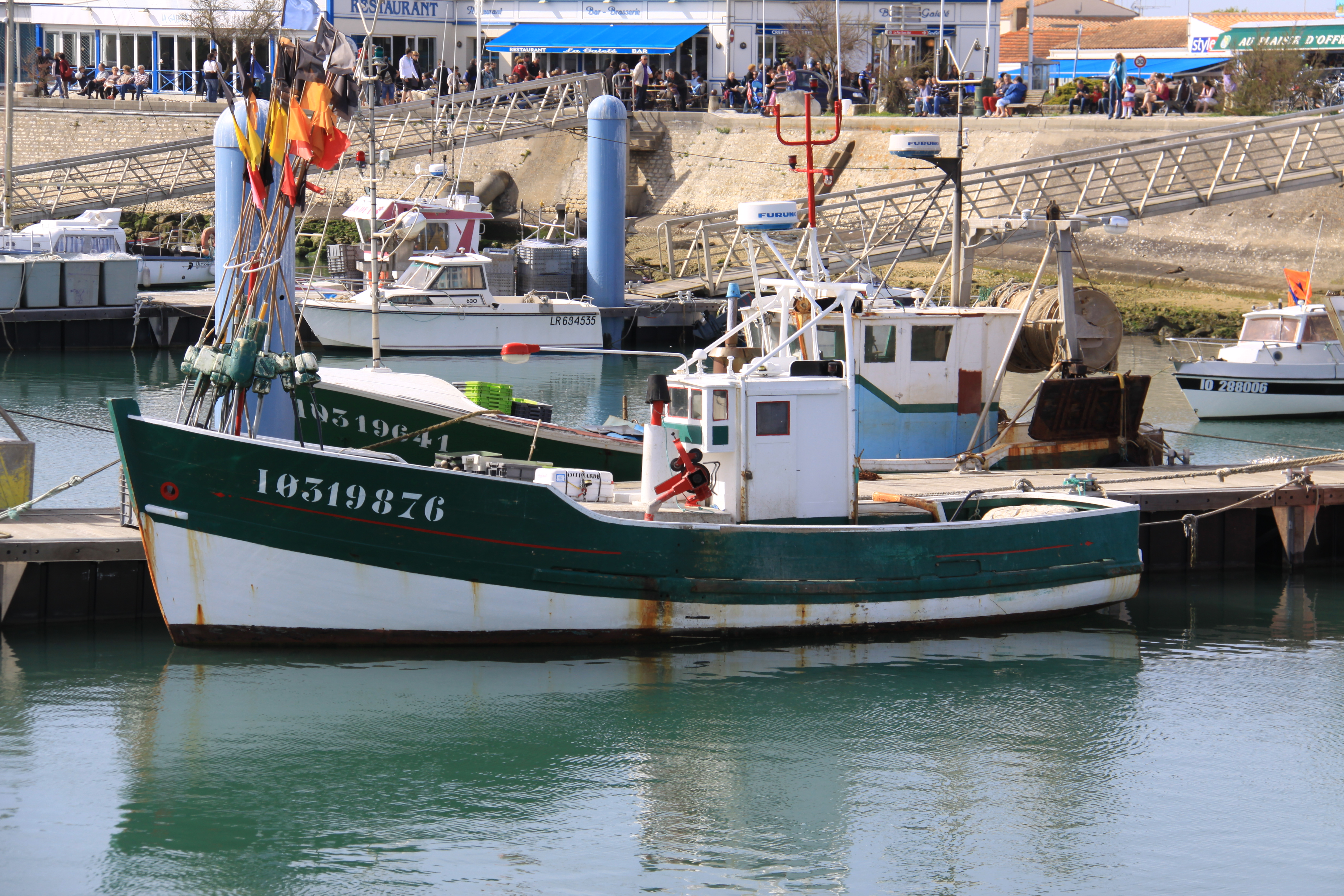
Un ligneur à La Cotinière, île d'Oléron

Un ligneur est un bateau de pêche qui utilise comme engins de pêche soit des lignes à main, des lignes de traîne, des cannes ou encore des palangres.

## Définition
Les ligneurs qui pêchent à l’aide de lignes à main ou lignes de traîne sont souvent des navires de petite taille, entre 7 et 9 mètres de long, toujours moins de 12 mètres. Leur équipage est composé d’une seule personne, parfois deux. Ils sortent pour la journée sur des lieux de pêche situés près des côtes, dans le courant. Ils pêchent surtout le bar et le lieu jaune, et aussi quelques espèces accessoires comme les dorades, et les merlans. Certains, de plus grande taille, pêchent le thon.

## Exemples
Les ligneurs du raz de Sein, parfois qualifiés de « pêcheurs de l'extrême », jetant leurs petits bateaux dans des trains de déferlantes pour aller chercher des bars très recherchés en raison de la qualité de leur chair. Cette profession très difficile demande une certaine technicité, réactivité, concentration et il arrive fréquemment des accidents, quand le temps s’en mêle. L'Association des ligneurs de la Pointe de Bretagne (ALPB) créée en 1993, comptait 160 adhérents à l'origine contre à peine une centaine 20 ans plus tard, du Croisic (44) à Saint-Brieuc. Elle défend la pêche artisanale (traditionnellement le bar avant de se reporter, compte tenu de sa surexploitation en période hivernale, sur d'autres espèces : lieu jaune, pagre), en opposition à la pêche industrielle et à l'aquaculture.